# Don't Give Up on Me
Don't Give Up on Me är ett studioalbum av Solomon Burke, släppt den 23 juli 2002 på Fat Possum Records. Albumet vann MOJO Awards i kategorin Album of the Year (årets bästa album). Det vann även en Grammy Awards i kategorin Best Contemporary Blues Album. 
Albumet innehåller låtar skrivna av flera stora låtskrivare.

## Låtlista
1. "Don't Give Up on Me" (Dan Penn, Carson Whitsett, Hoy Lindsey) - 3:45
2. "Fast Train" (Van Morrison) - 5:43
3. "Diamond in Your Mind" (Tom Waits, Kathleen Brennan) - 4:24
4. "Flesh and Blood" (Joe Henry) - 6:07
5. "Soul Searchin'" (Brian Wilson, Andy Paley) - 3:59
6. "Only a Dream" (Van Morrison) - 5:09
7. "The Judgment" (Elvis Costello, Cait O'Riordan) - 3:30
8. "Stepchild" (Bob Dylan) - 5:10
9. "The Other Side of the Coin" (Nick Lowe) - 3:46
10. "None of Us Are Free" (Barry Mann, Cynthia Weil, Brenda Russell) - 5:29
11. "Sit This One Out" (Pick Purnell) - 4:33

## Medverkande
- Solomon Burke - sång, piano forte, elgitarr
- Chris Bruce - elgitarr
- David Palmer - piano forte, keyboard
- David Piltch - elbas
- Jay Bellerose - trummor, slagverk
- Bennie Wallace - tenorsaxofon
- Niki Harris - bakgrundssång
- Jean McClain - bakgrundssång
- Rudy Copeland - orgel
- Daniel Lanois - elgitarr
- Clarence Fountain – bakgrundssång
- Jimmy Carter – bakgrundssång
- Bishop Billy Bowers – bakgrundssång
- Ben Moore – bakgrundssång
- Eric McKinnie – bakgrundssång
- Caleb Butler – bakgrundssång
- Joey Williams – bakgrundssång
- Tracy Pierce – bakgrundssång